# Брегальниця (Штип)
«Брегальниця» (мак. ФК Брегалница Штип) — македонський футбольний клуб із міста Штип. Заснований 1921 року.
Виступає в Першій лізі Македонії, в якій уже провів 9 сезонів.

## Досягнення
Перша ліга Північної Македонії:
- Найвище місце 5-е (1): 2011/12

Кубок Північної Македонії:
- Вихід в 1/2 фіналу (1): 2005/06

## Відомі гравці

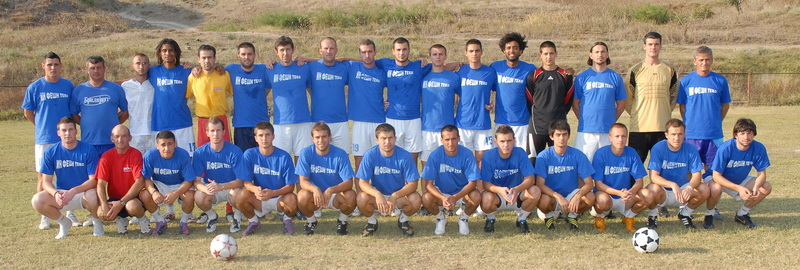
Команда в сезоні 2010/2011

- Ристе Наумов